# Station Wien Aspern Nord
Aspern Nord is een spoorwegstation in het district Donaustadt van de Oostenrijkse hoofdstad Wenen. Het station werd geopend op 1 oktober 2018 en is het oostelijke eindpunt van lijn S80 van de S-Bahn van Wenen. Het station werd gebouwd aan de noordkant van het eerder gebouwde metrostation en vormt daarmee OV-knooppunt Aspern Nord.